# カトリック山田教会

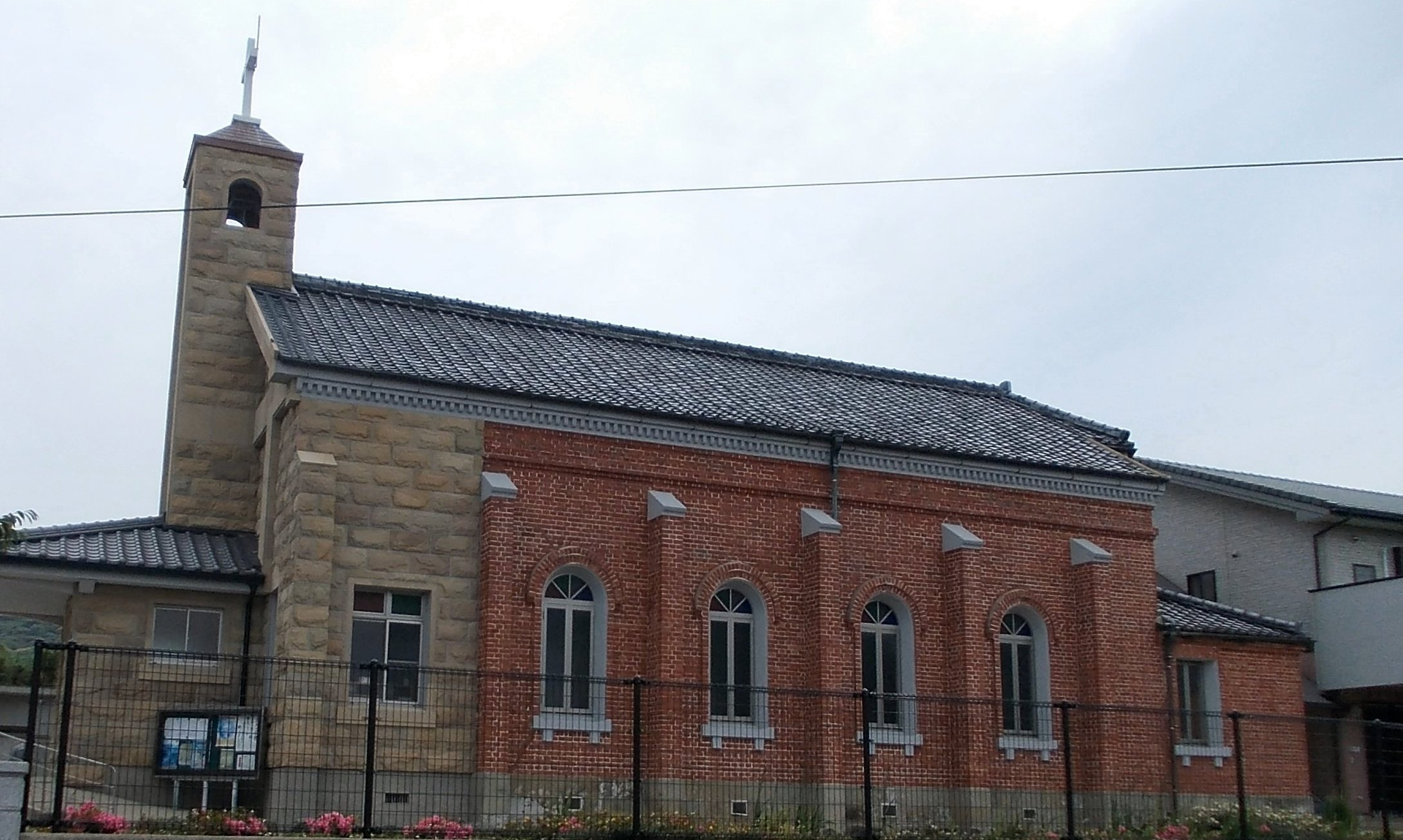
山田教会（側面、2011年6月4日）

カトリック山田教会（カトリックやまだきょうかい）は、長崎県平戸市の生月島（旧北松浦郡生月町）にあるキリスト教（カトリック）の教会およびその聖堂である。

## 教会の保護者
- 七つの悲しみの聖母

## 沿革
生月島は、1558年のガスパル・ヴィレラ神父による宣教以来隠れキリシタンの多い島で、1865年の「信徒発見」の後に黒島（佐世保市）から信徒が島を訪れてカトリックに戻るよう働きかけた。当初はなかなか応じなかったが、1878年（明治11年）に平戸に来たアルベール・ペルー神父によってカトリックの洗礼を受けた人々が山田教会の信徒の祖先である。
1880年（明治13年）には仮聖堂があったらしいが、マタラ神父により1909年（明治42年）に教会建設に着工、1912年（大正元年）に完成、献堂された。その後1970年（昭和45年）に改築・一部増築が行われて、現在の形となった。
なお、生月島では明治初期のカトリックの再宣教時にこれに応じず、潜伏時代の信仰組織・様式を守り続ける「カクレキリシタン」の信徒も多く、いまも維持されている。

## 概要
長崎県内や周辺各地で数多くの教会建築を手がけた鉄川与助の設計・施工によるロマネスク様式の教会堂である。
教会内部の壁面には、蝶の羽で作られた装飾画が飾られている。これは1990年頃に、当時の主任司祭・烏山邦夫神父が自ら蝶を採集して作り上げたもので、カトリックの「七つの秘跡」を描いたものである。
教会の前庭には、1987年に列聖された生月島出身の聖人・トマス西の列聖記念碑が建てられている。

## 所在地
〒859-5704 長崎県平戸市生月町山田免442

### アクセス
- 生月大橋から車で約5分
- 生月バス「飛石」バス停から徒歩10分

## 周辺情報
- 黒瀬の辻殉教地（ガスパル西殉教地）
- 平戸市立山田小学校